# Estación Quirós
Quirós es una estación de ferrocarril ubicada en la localidad de Quirós del departamento La Paz, en la provincia de Catamarca, Argentina.

## Servicios
No presta servicios de pasajeros, sólo de cargas. Sus vías corresponden al Ramal CC del Ferrocarril General Belgrano. Sus vías e instalaciones están a cargo de la empresa Trenes Argentinos Cargas.